# Дикастерия по содействию христианскому единству
Дикастерия по содействию христианскому единству (лат. Dicasterium ad unitatem christianorum fovendam), бывший Папский Совет по содействию христианскому единству (лат. Pontificium Consilium ad Unitatem Christianorum Fovendam) — одна из 16 дикастерий Римской курии. Совет был учреждён после Второго Ватиканского собора. 5 июня 2022 года, в связи с вступлением в силу апостольской конституции «Praedicate Evangelium» Папский Совет был преобразован в дикастерию, во главе с префектом.

## История
Папа римский Иоанн XXIII выражал желание, чтобы Католическая церковь участвовала в современном экуменистическом движении. 5 июня 1960 года им был учреждён «Секретариат по содействию христианскому единству», как одна из подготовительных комиссий для Собора. Его первым председателем стал кардинал Августин Беа. Секретариат пригласил другие церкви и всемирные сообщества послать наблюдателей на Собор.
Секретариат подготовил и представил несколько итоговых документов Второго Ватиканского собора, касающихся:
- экуменизма (Unitatis Redintegratio);
- нехристианских религий (Nostra Ætate);
- религиозной свободы (Dignitatis Humanae);
- догматических вопросов (Dei Verbum).

## Структура
Дикастерия состоит из двух секций:
- по отношениям с восточными церквями — православными церквями и Древневосточными православными церквями,
- по отношениям с западными церквями и церковными общинами и со Всемирным советом церквей.

После Собора папа римский Павел VI утвердил Секретариат по содействию христианскому единству как постоянную дикастерию Святого Престола.
Кардинал Курт Кох является ныне префектом Дикастерии, в то время как архиепископ Флавио Паче её секретарём.
В апостольской конституции «Pastor Bonus» (28 июня 1988), папа римский Иоанн Павел II заменил Секретариат на Папский совет по содействию христианскому единству.
5 июня 2022 года, в связи с вступлением в силу апостольской конституции «Praedicate Evangelium» Папский Совет был преобразован в дикастерию.
Дикастерия по содействию христианскому единству выступает одним из организаторов ежегодной Недели молитв о единстве христиан.

### Председатели Папского совета по содействию христианскому единству
- кардинал Августин Беа (6 июня 1960 — 16 ноября 1968);
- кардинал Йоханнес Виллебрандс (12 апреля 1969 — 12 декабря 1989);
- кардинал Эдуард Идрис Кассиди (12 декабря 1989 — 3 марта 2001);
- кардинал Вальтер Каспер (3 марта 2001 — 1 июля 2010).
- кардинал Курт Кох (1 июля 2010 — 5 июня 2022).

### Префекты Дикастерии по содействию христианскому единству
- кардинал Курт Кох (5 июня 2022 —).